# Carlo Monti
Carlo Monti (* 4. März 1920 in Mailand; † 7. April 2016) war ein italienischer Sprinter.
Monti gewann bei den Leichtathletik-Europameisterschaften 1946 in Oslo die Bronzemedaille im 100-Meter-Lauf hinter dem Briten Jack Archer und dem Norweger Haakon Tranberg. Bei den Olympischen Spielen 1948 in London holte er gemeinsam mit Michele Tito, Enrico Perucconi und Antonio Siddi die Bronzemedaille in der 4-mal-100-Meter-Staffel hinter der US-amerikanischen und der britischen Mannschaft.
Carlo Monti war 1,72 m groß und wog in seiner aktiven Zeit 64 kg. Er startete für die US Milano.